# Dallara 3087
Der Dallara 3087 war ein für die Formel 3000
konstruierter Rennwagen des italienischen Herstellers Dallara, der 1987 und 1988 einige Rennen in dieser Serie bestritt. Darüber hinaus wurde er 1988 von dem Team BMS Scuderia Italia zu einem Rennen der Formel-1-Weltmeisterschaft gemeldet.

## Hintergrund
Dallara ist ein bei Parma ansässiger Rennwagenhersteller, der seit 1978 Fahrgestelle für die Formel 3 konstruiert und Mitte der 1980er-Jahre sowohl in den nationalen Meisterschaften dieser Serie als auch in der europäischen Formel-3-Meisterschaft zum erfolgreichsten Chassis-Lieferanten wurde. Im Herbst 1986 entwickelte das Unternehmen mit dem 3087 erstmals ein Chassis für die Formel 3000, das ab 1987 einsatzbereit war.

## Konstruktion
Der Dallara 3087 folgte zeitgenössischen Konstruktionsprinzipien: Er hatte ein Monocoque aus kohlenstofffaserverstärktem Kunststoff, eine Aufhängung mit doppelten Querlenkern, vorderen Zug- und hinteren Schubstreben. Als Antrieb diente ein bei Heini Mader Racing Components vorbereiteter, 3,0 Liter großer Cosworth-Achtzylindermotor vom Typ DFV.

## Einsätze in der Formel 3000

### 1987: Euroventurini
Für die Saison 1987 stellte Dallara drei Exemplare des 3087 her. Sie gingen exklusiv an das Team Euroventurini, das aus einer Kooperation zwischen dem Formel-3-Rennstall Euroracing und seinem Konkurrenten Venturini Racing entstanden war. Euroventurini erhielt bei dem Einsatz des Wagens technische Unterstützung von Dallara-Ingenieuren.
Euroventurini meldete 1987 zwei Fahrzeuge vom Typ Dallara 3087. Ein Wagen wurde bei allen Saisonrennen von Marco Apicella gefahren. Er kam nur einmal in den Punkterängen ins Ziel, als er beim Rennen in Spa-Francorchamps Fünfter wurde. Das zweite Auto wurde nacheinander von Jari Nurminen, Guido Daccò und Nicola Tesini gefahren. Keiner der drei Piloten konnte einen Meisterschaftspunkt gewinnen. Mit Ablauf der Saison gab Euroventurini das Formel-3000-Engagement auf.

### 1988: Forti Corse
Für die Formel-3000-Saison 1988 übernahm das Konkurrenzteam Forti Corse zwei Exemplare des 3087. Fahrer waren Enrico Bertaggia und Fernando Croceri. Keiner von ihnen erzielte einen Meisterschaftspunkt. Forti gab den Einsatz des 3087 vor Ende der Saison 1988 auf.

## Einsatz in der Formel 1

### Euroracing
Bereits im Sommer 1987 erwog der Euroracing-Inhaber Gianpaolo Pavanello, 1988 mit einem modifizierten Dallara 3087 in die Formel 1 zurückzukehren. Dieser Plan wurde aufgegeben, nachdem Euroracing im Herbst 1987 eine Kooperation mit Walter Brun eingegangen war und das Team EuroBrun Racing gegründet hatte, das 1988 mit eigenen, von Brun finanzierten Autos an der Formel-1-Weltmeisterschaft teilnahm.

### BMS Scuderia Italia
Zu einer Meldung des 3087 für ein Formel-1-Rennen kam es im April 1988. Die Meldung erfolgte durch den Rennstall BMS Scuderia Italia.

#### Hintergrund
Das in Brescia ansässige Team BMS Scuderia Italia wurde im Herbst 1987 gegründet und meldete sich 1988 erstmals zur Formel-1-Weltmeisterschaft. Reglementbedingt musste das Team mit einem Rennwagen antreten, der von keinem anderen Rennstall in dieser Klasse verwendet wurde; reine Kundenfahrzeuge waren danach in der Formel 1 nicht zugelassen. Die meisten Formel-1-Teams konstruierten im Hinblick auf diese Regelung ihre Rennautos selbst; daneben kam es gelegentlich vor, dass ein Team sein Auto bei einem etablierten Rennwagenhersteller in Auftragsarbeit entwickeln und bauen ließ. Das französische Team Larrousse ging ab 1987 diesen Weg, als es sich mit dem britischen Hersteller Lola Cars zusammentat.
Da die Scuderia Italia nicht über eine Infrastruktur verfügte, die ihr die Entwicklung eines eigenen konkurrenzfähigen Autos erlaubte, ging das Team im Herbst 1987 eine Kooperation mit dem italienischen Rennwagenhersteller Dallara ein, der zuvor noch kein Formel-1-Auto entwickelt hatte.
Im Winter 1987/88 verzögerte sich die Fertigstellung des projektierten Formel-1-Autos. Im März 1988 zeichnete sich ab, dass der Wagen zum ersten Saisonrennen in Brasilien nicht einsatzbereit sein würde. Für das Team bestand allerdings die Verpflichtung, zu jedem der 16 Saisonrennen anzutreten; das Auslassen eines Rennens hätte den Ausschluss des Rennstalls von der gesamten Saison zur Folge gehabt. Um der Teilnahmeverpflichtung gerecht zu werden, meldete die Scuderia Italia zum ersten Rennen des Jahres den Dallara 3087. Ähnlich war ein Jahr zuvor bereits das britische Team March verfahren, das zu seinem ersten Rennwochenende mit dem Formel-3000-Auto March 87P angetreten war.

#### Renneinsatz
Für den Einsatz beim Großen Preis von Brasilien hatte der Dallara 3087 keine technischen Veränderungen erfahren. Er war nach wie vor mit dem 3,0 Liter großen DFV-Achtzylindermotor ausgestattet, obwohl das Formel-1-Reglement bereits seit 1987 Saugmotoren mit 3,5 Litern Hubraum zuließ. Presseberichten zufolge war der 3087 in Brasilien noch immer mit einem für die Formel 3000 vorgeschriebenen Drehzahlbegrenzer ausgestattet, der den Motor bei 9.000 Umdrehungen pro Minute automatisch abregelte.
Als neues Team unterlag Dallara 1988 neben Coloni, EuroBrun und Rial Racing der Vorqualifikation, die in diesem Jahr im Rahmen des ersten freien Trainings am Freitag vor dem Rennen abgehalten wurde. Der Fahrer, der in dieser Stunde die langsamste Rundenzeit erzielte, war nicht vorqualifiziert und von der Teilnahme an weiteren Trainingsläufen sowie dem Rennen selbst ausgeschlossen.
Der Dallara 3087 wurde beim Großen Preis von Brasilien lediglich von vier Mechanikern betreut. Fahrer war Alex Caffi. Er verpasste, wie vom Team erwartet, die Vorqualifikation. In 17 Runden erreichte er eine Zeit, die 18,5 Sekunden über der späteren Pole-Zeit von Ayrton Senna lag; die Zeit für eine Qualifikation verpasste er um 9 Sekunden.
Einen weiteren Formel-1-Einsatz des 3087 gab es in der Formel 1 nicht. Eine Woche nach dem Großen Preis von Brasilien debütierte der Dallara 188, ein für die Formel 1 konstruiertes Fahrzeug, mit dem die Scuderia Italia ab dem Großen Preis von San Marino regelmäßig antrat.

#### Ergebnisse in der Formel 1
| Fahrer               | Nr.                  | 1    | 2 | 3 | 4 | 5 | 6 | 7 | 8 | 9 | 10 | 11 | 12 | 13 | 14 | 15 | 16 | Punkte | Rang |
| -------------------- | -------------------- | ---- | - | - | - | - | - | - | - | - | -- | -- | -- | -- | -- | -- | -- | ------ | ---- |
| Formel-1-Saison 1988 | Formel-1-Saison 1988 |      |   |   |   |   |   |   |   |   |    |    |    |    |    |    |    | 0      | –    |
| Alex Caffi           | 36                   | DNPQ |   |   |   |   |   |   |   |   |    |    |    |    |    |    |    | 0      | –    |

| Legende  | Legende            | Legende                                                          |
| Farbe    | Abkürzung          | Bedeutung                                                        |
| -------- | ------------------ | ---------------------------------------------------------------- |
| Gold     | –                  | Sieg                                                             |
| Silber   | –                  | 2. Platz                                                         |
| Bronze   | –                  | 3. Platz                                                         |
| Grün     | –                  | Platzierung in den Punkten                                       |
| Blau     | –                  | Klassifiziert außerhalb der Punkteränge                          |
| Violett  | DNF                | Rennen nicht beendet (did not finish)                            |
| Violett  | NC                 | nicht klassifiziert (not classified)                             |
| Rot      | DNQ                | nicht qualifiziert (did not qualify)                             |
| Rot      | DNPQ               | in Vorqualifikation gescheitert (did not pre-qualify)            |
| Schwarz  | DSQ                | disqualifiziert (disqualified)                                   |
| Weiß     | DNS                | nicht am Start (did not start)                                   |
| Weiß     | WD                 | zurückgezogen (withdrawn)                                        |
| Hellblau | PO                 | nur am Training teilgenommen (practiced only)                    |
| Hellblau | TD                 | Freitags-Testfahrer (test driver)                                |
| ohne     | DNP                | nicht am Training teilgenommen (did not practice)                |
| ohne     | INJ                | verletzt oder krank (injured)                                    |
| ohne     | EX                 | ausgeschlossen (excluded)                                        |
| ohne     | DNA                | nicht erschienen (did not arrive)                                |
| ohne     | C                  | Rennen abgesagt (cancelled)                                      |
| ohne     | keine WM-Teilnahme |                                                                  |
| sonstige | P/fett             | Pole-Position                                                    |
| sonstige | 1/2/3/4/5/6/7/8    | Punktplatzierung im Sprint-/Qualifikationsrennen                 |
| sonstige | SR/kursiv          | Schnellste Rennrunde                                             |
| sonstige | *                  | nicht im Ziel, aufgrund der zurückgelegten Distanz aber gewertet |
| sonstige | ()                 | Streichresultate                                                 |
| sonstige | unterstrichen      | Führender in der Gesamtwertung                                   |